# Geosfera

Tall il·lustratiu de la geosfera i de l'atmosfera

La geosfera és la part mineral de la Terra. Consisteix en un conjunt de capes concèntriques que s'estenen des de l'escorça externa (litosfera) fins al nucli intern (endosfera) a uns 6740 km de profunditat. La geosfera és l'estructura rocosa que serveix de suport als altres sistemes terrestres, que són la biosfera, l'atmosfera, la hidrosfera i l'antroposfera, situats sobre la part més superficial de la geosfera.

## Composició[1][2]
La geosfera està composta principalment per tres elements químics: ferro, oxigen i silici, els quals juntament amb altres elements formen les roques i els minerals que existeixen en aquesta capa. L'estructura de l'interior de la Terra es pot classificar segons les seves propietats físiques o bé segons la seva composició química i mineralògica. La classificació en funció de les propietats físiques permet identificar cinc capes: la litosfera, l'astenosfera, la mesosfera, el nucli extern i el nucli intern. Mentre que atenent a la composició química es distingeixen tres zones principals: l'escorça, el mantell i el nucli.

### Escorça terrestre

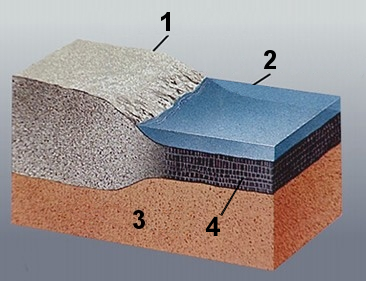
Escorça terrestre: 1. Escorça continental. 2. Oceà. 3. Mantell superior. 4. Escorça oceànica.

És la capa sòlida més externa de la geosfera. Sobre aquesta capa viu l'home i hi duu a terme moltes activitats (agricultura, mineria, etc.). Té un gruix variable d'entre 5 km en les crestes oceàniques i 70 km per sota els continents. En aquesta zona el gradient geotèrmic consisteix en l'augment d'1 °C per cada 33 m de descens. Està constituïda per roques que conformen les plaques tectòniques i els sòls. Representa aproximadament l'1% del volum de la Terra. Els elements majoritaris que la componen són oxigen, silici, alumini i, en menor extensió, calci, magnesi i ferro. A causa de la seva baixa densitat (2500 kg/m³-3500 kg/m³), l'escorça terrestre flota sobre del mantell, que és més dens. Es poden distingir dos tipus d'escorça:
- Escorça continental: té més d'1,5 anys i presenta un gruix mitjà de 30-40 km, però pot arribar als 70 km per sota els continents més vells. És la part de l'escorça terrestre més gruixuda i menys densa, i està formada per silicats d'alumini, potassi i sodi (fèlsics), com el granit. Com els principals elements de les roques en l'escorça continental són el silici i l'alumini, aquesta part s'anomena Sial.

- Escorça oceànica: és una estructura geològica més recent (té menys de 200 anys). Consisteix en una capa prima de 5-10 km de gruix formada principalment per roques denses de silicat de magnesi i ferro (màfics) com el basalt, dipositats sobre gabre. La velocitat de les ones sísmiques és major en l'escorça oceànica que en la continental. Com que l'escorça oceànica consisteix bàsicament en silici i magnesi, aquesta se sol anomenar Sima.

La discontinuïtat de Conrad és considerada com la frontera entre l'escorça continental superior i la inferior. S'ha estimat que l'escorça oceànica comença uns 11 km per sota aquesta discontinuïtat.
Moltes roques que avui dia componen l'escorça terrestre es van formar fa menys de 100 milions d'anys (1 x 108 anys), però els minerals més antics coneguts tenen 4.400.000.000 (4,4 × 10⁹) anys, la qual cosa indica que la Terra ha tingut una escorça sòlida, si més no durant aquest període.
L'escorça i el mantell superior constitueixen la litosfera, també anomenada oxisfera (esfera d'oxigen). El límit abrupte entre la part inferior de l'escorça i el mantell s'anomena discontinuïtat de Mohorovičić o simplement Moho.

### Mantell terrestre

Estructura de la Terra. 1. escorça continental, 2. escorça oceànica, 3. Mantell superior, 4. Mantell inferior, 5. nucli extern, 6. nucli intern, A : Discontinuïtat de Mohorovičić, B : Discontinuïtat de Gutenberg, C : Discontinuïtat de Lehmann

És la capa intermèdia de la geosfera, ja que s'ubica entre l'escorça i el nucli. Representa el 84% del volum de la Terra. També s'anomena mesosfera i està formada per roques que estan en un estat entre semisòlid i líquid a causa de les elevades temperatures. S'estén fins als 2890 km de profunditat aproximadament i, per tant, és la capa més gruixuda de la Terra. Està composta fonamentalment de magnesi, silici i ferro i la seva densitat oscil·la entre 3500 i 5800 kg/m³. La pressió a la part inferior del mantell és d'uns 140 GPa (≈1,4 Matm). Està dividida en diferents seccions:
- Mantell superior (astenosfera): se situa entre els 20 i els 70 km per sota de l'escorça continental i uns 5 km per sota de l'escorça oceànica, i s'estén fins als 410 km de profunditat. La part que contacta amb l'escorça és relativament rígida, mentre que si augmenta una mica la profunditat, el mantell superior ja esdevé una mica més plàstic. Aquí es troba el magma, formant corrents convectius sobre el qual floten les plaques tectòniques. La temperatura a la part superior del mantell és d'uns 870 °C.

- Zona de transició: és la regió física que separa el mantell superior i l'inferior, i s'estén des dels 410 fins als 670 km de profunditat.

- Mantell inferior (pirosfera): se situa entre els 670 i els 2885 km de profunditat aproximadament. Se sap poc sobre aquesta zona, però sembla que és una zona sísmicament homogènia. Aquesta zona és la massa candent que ocupa l'interior de la Terra.

En augmentar la profunditat en el mantell es produeix un increment de la pressió, de manera que la part inferior del mantell flueix amb més dificultat que el mantell superior. La viscositat dels materials del mantell oscil·la entre 1021 i 1024 Pa·s, segons la profunditat. En comparació, la viscositat de l'aigua és d'uns 10-3 Pa·s.

### Nucli terrestre
És la capa més profunda de la geosfera. En aquesta zona es registren les pressions i temperatures més altes del planeta Terra, amb valors de fins a 6000 °C. Constitueix el centre de la Terra i té un gruix de 3470 km. Representa el 15% del volum de la Terra. Es divideix en dues subcapes:
- Nucli extern: presenta un radi d'uns 3400 km i es troba en estat líquid. Està compost majoritàriament per ferro (aproximadament un 80%) i de níquel, i a més conté traces d'altres elements més lleugers. Presenta una viscositat similar a la de l'aigua i una temperatura mitjana de 4000 °C. Aquesta gran quantitat de metalls fosos és remoguda per convecció i pels moviments de rotació i precessió del globus terraqüi. Un altre fenomen que també afecta el moviment del magma terrestre és l'efecte de Coriolis. En aquesta zona s'origina el camp magnètic terrestre a partir del magma en moviment per efecte dinamo.

- Nucli intern: té un radi d'uns 1220 km. Es troba en estat sòlid, a causa de les fortes pressions existents, i es constitueix per cristal·lització progressiva del nucli extern. Les temperatures en aquesta zona són superiors als 5000 °C. El nucli intern segurament actua estabilitzant el camp magnètic generat en el nucli extern líquid. La força mitjana del camp magnètic en el nucli extern de la terra s'ha estimat en uns 25 gauss, 50 vegades més fort que el camp magnètic a la superfície terrestre.

Especulacions recents suggereixen que la part més interna del nucli conté or, platí i altres elements sideròfils. D'altra banda, hi ha bones raons per creure que la matèria que compon la terra està relacionada amb els meteorits condrites.
En els últims estudis s'ha suggerit que el nucli intern de la Terra gira lleugerament més ràpid que la resta del planeta (aproximadament entre 0,3 i 0,5 graus per any, amb relació a la rotació de la superfície). L'actual explicació científica pel gradient geotèrmic és una combinació de la calor residual de la formació inicial del planeta, la desintegració d'elements radioactius i la congelació del nucli intern.